# Tascia
Tascia is een geslacht van vlinders van de familie bloeddrupjes (Zygaenidae).

## Soorten
- T. finalis (Walker, 1854)
- T. instructa (Walker, 1854)
- T. rhabdophora Vári, 2002
- T. virescens Butler, 1876